# Cururuzinho-ocelado
O cururuzinho-ocelado (nome científico: Rhinella ocellata) é uma espécie de anfíbio da família dos bufonídeos (Bufonidae), endêmica do Brasil. Seus habitats naturais são savana úmida, matagal úmido tropical ou subtropical, matagal subtropical ou tropical de alta altitude, rios, rios intermitentes, pântanos de água doce e pântanos intermitentes de água doce. Está ameaçado pela perda de habitat.

## Taxonomia
O cururuzinho-ocelado foi descrito pela primeira vez em 1858 por Albert C. L. G. Günther, que o incluiu no gênero Bufo com o descritor específico de ocellatus. Em 1952, foi redescrito por A. T. Leão e D. M. Cochran e reclassificado no gênero Rhinella.

## Descrição
Na maioria de seus registros, membros dessa espécie atingem, aproximadamente, de cinco a sete centímetros de comprimento quando adultos. Caracterizam-se por suas manchas negras arredondadas, os ocelos, na região dorsal; uma linha vertebral clara de largura variável; e cristas cefálicas pouco desenvolvidas.

## Distribuição e habitat
O cururuzinho-ocelado é endêmico do Brasil e foi registrado nos estados de Mato Grosso, Minas Gerais, Goiás, Tocantins,
Maranhão, Pará e Rondônia, nos biomas do Cerrado e Amazônia. Em termos hidrográficos, está presente nas sub-bacias do Araguaia, do Itapecuru, do Madeira, do Paranaíba, do Médio São Francisco, do Tapajós, do Alto Tocantins e do Xingu. Seus habitats naturais são campos úmidos, veredas, margens de rios, áreas abertas, savana úmida, matagal úmido tropical ou subtropical, matagal subtropical ou tropical de alta altitude, rios, rios intermitentes, pântanos de água doce e pântanos intermitentes de água doce.

## Ecologia
O cururuzinho-ocelado é ativo durante a estação chuvosa (novembro a janeiro). Precisa de uma área de vida de 160 metros quadrados, bem como indivíduos dessa espécie se deslocam, em geral, 81 metros dentro dessa área. Sua vocalização (que varia de 23 a 51 cantos diferentes) consiste numa longa série de chamados de curta duração (três segundos) com longos intervalos entre as séries de chamados (oito segundos). Machos costumam vocalizar em buracos no barranco de rios rasos, de 10 a 64 metros de distância da margem. Os cantos são pulsionados e cada um deles têm sete pulsos com modulação de amplitude interior seguidos por uma série de pulsos individuais com diminuição da amplitude. O canto possui modulação na frequência 1205 a 1378 Hz, sendo que esta pode variar de 1185 a 1501 Hz. Possui o período de reprodução bastante prolongado, porém seu tempo de desenvolvimento é caracterizadamente curto. Seu cenário de reprodução se faz presente em ambientes terrestres, a cerca de 30 metros das margens dos rios, em solos arenosos cobertos por vegetação que, em sua maioria, são espécies de gramíneas, onde os girinos se desenvolvem. Em ao menos duas localidades com registros da espécie, os habitats reprodutivos foram alagados devido à construção de usinas hidrelétricas.

## Risco de extinção
Em 2004, o cururuzinho-ocelado foi classificado como pouco preocupante na Lista Vermelha da União Internacional para a Conservação da Natureza (UICN / IUCN), embora sua população esteja sob constante ameaça por conta de perda de habitat decorrente de desmatamento para atividades agro-pecuária, construções de barragens e incêndios. Em 2007, a espécie foi classificada (sob o antigo nome científico Bufo ocellatus) como vulnerável na Lista de espécies de flora e fauna ameaçadas de extinção do Estado do Pará; em 2010, sob a rubrica de dados insuficientes (DD) na Lista de Espécies Ameaçadas de Extinção da Fauna do Estado de Minas Gerais; e em 2018, como pouco preocupante no Livro Vermelho da Fauna Brasileira Ameaçada de Extinção do Instituto Chico Mendes de Conservação da Biodiversidade (ICMBio).
A perda de habitat no norte do Cerrado continua a se intensificar, representando uma potencial ameaça para subpopulações da espécie em médio e longo prazo. No entanto, sua ampla distribuição geográfica e o atual grau das ameaças não indicam risco iminente de extinção. Em sua área de distribuição está presente em algumas áreas de conservação: Reserva Biológica Nascentes da Serra do Cachimbo (Rebio Nascentes da Serra do Cachimbo), a Área de Proteção Ambiental da Foz do Rio das Preguiças (APA Foz do Rio das Preguiças), a Área de Proteção Ambiental Ilha do Bananal/Cantão (APA Ilha do Bananal/Cantão), a Área de Proteção Ambiental do Jalapão (APA Jalapão), a Área de Proteção Ambiental de Pouso Alto (APA Pouso Alto), a Terra Indígena Pequizal do Naruvôtu (TI Pequizal do Naruvôtu), a Terra Indígena Tapirapé/Karajá (TI Tapirapé/Karajá) e a Terra Indígena Ubawawe (TI Ubawawe).